# دیوار موقتی

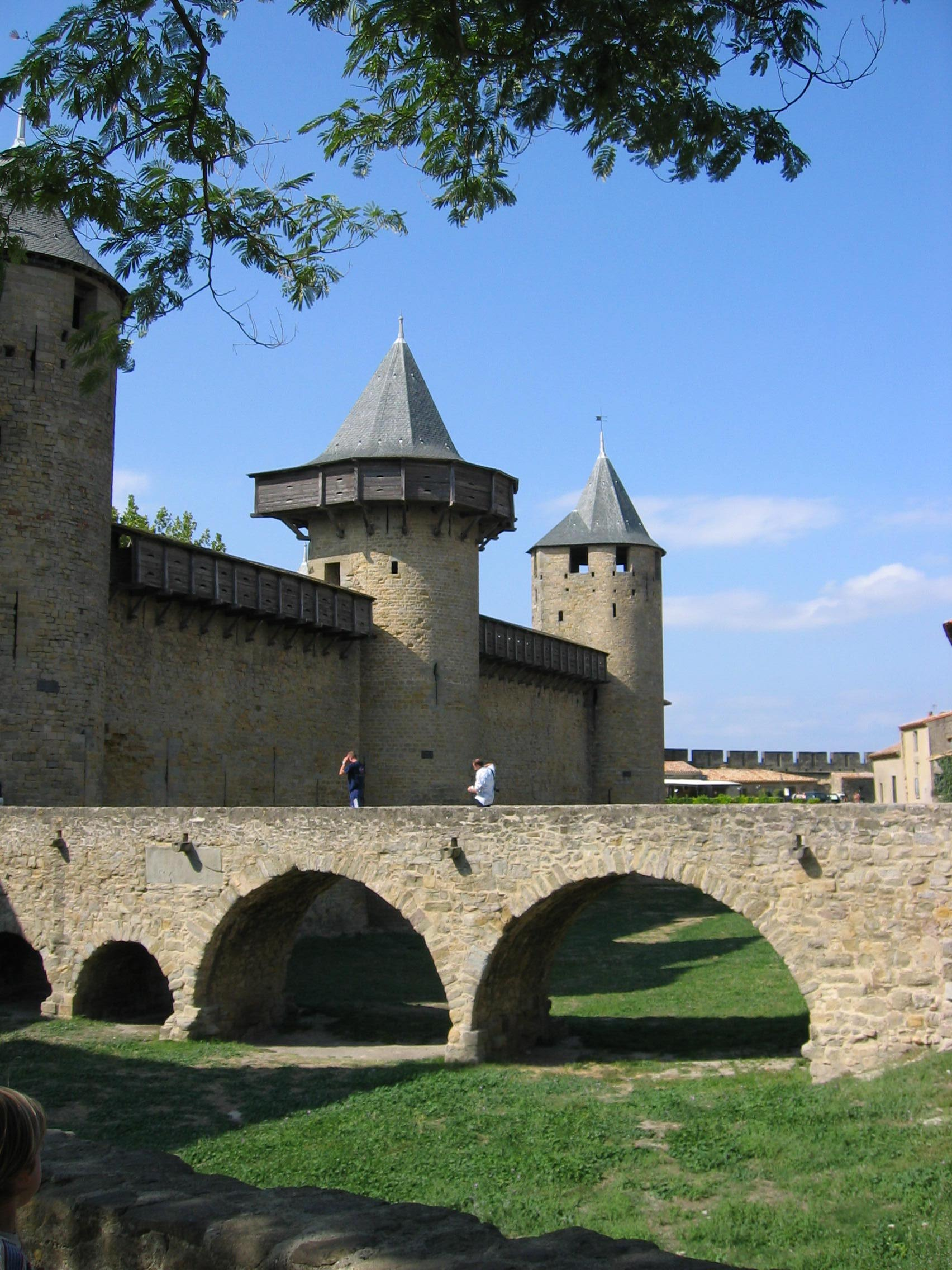
نمایی از دیوار یا جان‌پناه موقت چوبین بر روی دیوارهای یک قلعه که به خوبی مشهود است

دیوار موقتی (انگلیسی: Hoarding) دیوار یا جان‌پناه چوبی موقت است که بر روی قسمت خارجی بارو و دیوار تدافعی ایجاد می‌گردد. از این گونه دیوارها معمولاً در طولِ دوران محاصره یک شهر یا قلعه استفاده می‌گردید. دیوارهای موقتی اهداف عمده و استراتژیکی را برای مدافعین ایجاد می‌نمودند و باعث می‌گردیدند تا مدافعان بتوانند در زمینهٔ گشودن آتش در امتداد طول خارجی دیوار دید بهتری داشته باشند که این عمل به‌ویژه در قسمت پایین و پایه دیوار بسیار مثمر ثمر بود. دومین عملکرد استراتژیکی این دیوارهای موقت نحوه استفاده از آن‌ها به عنوان تیرکش دروازه قلعه در برج‌ها و باروهایی بود که فاقد اینگونه از استحکامات بودند.
چنین گمان می‌رود که دیوار موقتی در زمان صلح، به عنوان عنصر پیش‌ساخته ذخیره و نگهداری می‌گردید. ساخت و ساز اینگونه از استحکامات اغلب به وسیله سوراخ نمودن بخشی از دیوار و نصب چوب بست صورت می‌گرفت. این سوراخک‌های ایجاد شده که به نام سوراخ کف چوب بست نامیده می‌گردیدند. اغلب و حتی پس از برچیدن دیوار موقتی بر روی بدنه اصلی حصار باقی می‌ماندند و به عنوان حمایت‌کننده داربست مجدداً مورد استفاده قرار می‌گرفتند.

## نگارخانه

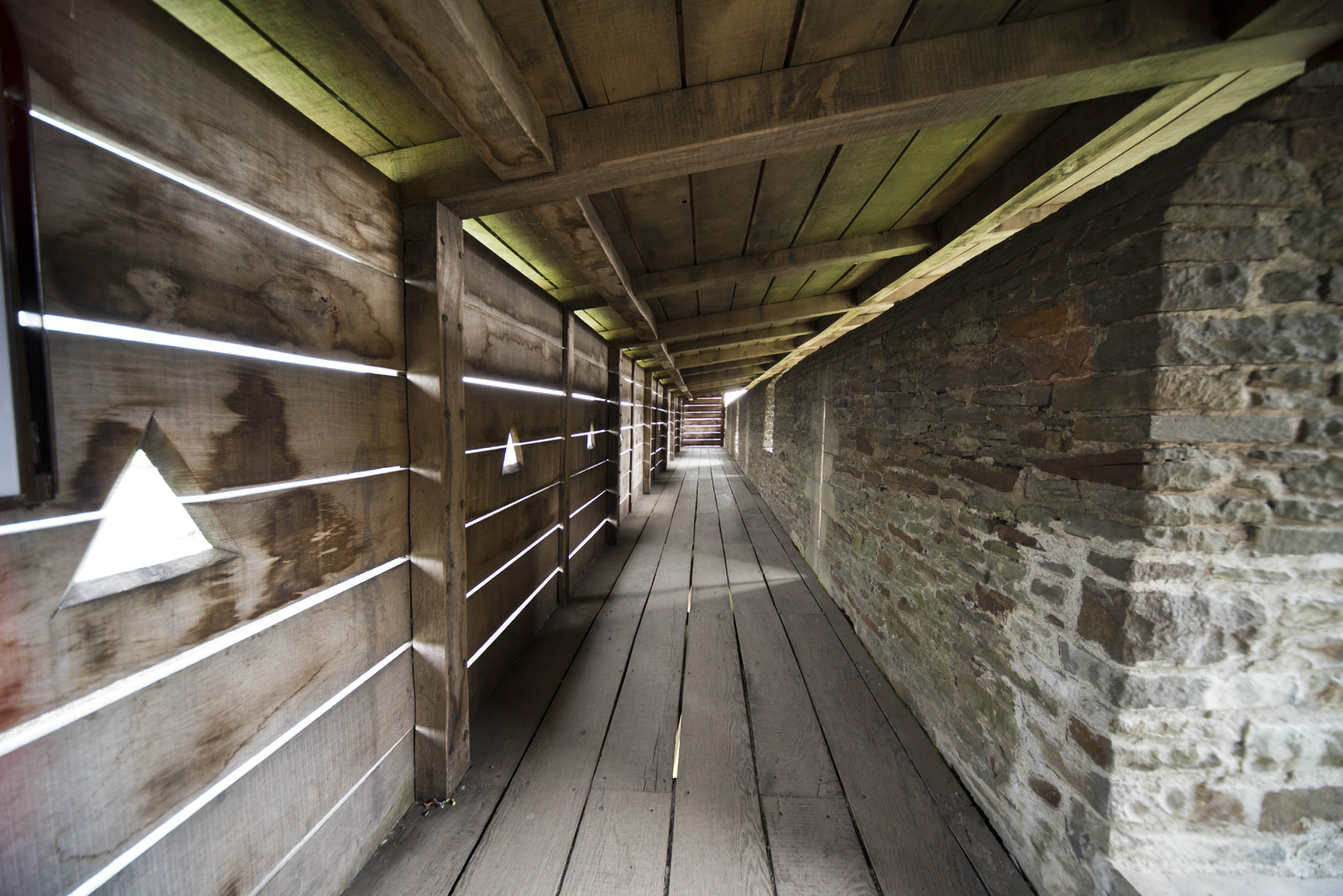
محوطه داخلی یک دیوار موقت چوبین که گاهی از آن به عنوان تیرکش دروازه قلعه استفاده می‌گردید